# Heinz Beck (Anwalt)
Heinz Beck (* 27. Juli 1923 in Meerane; † 26. März 1988) war ein deutscher Rechtsanwalt und Kunstmäzen in Düsseldorf. Die Sammlung Beck befindet sich im Wilhelm-Hack-Museum in Ludwigshafen.

## Leben
Der in Sachsen geborene Hans Beck, Sohn des Kaufmanns Rudolf Beck, studierte in Köln Wirtschafts-, Rechts- und Staatswissenschaften an der Universität Köln und Politische Wissenschaften in Wilton Park in England. Er wurde Fachanwalt für Steuerrecht und war als Rechtsanwalt am Oberlandesgericht in Düsseldorf tätig. Er veröffentlichte Kommentare zum Bundesbankgesetz und zum Kreditwesengesetz.
Er wirkte im Verwaltungsbeirat der Kunstsammlung Nordrhein-Westfalen, im Kulturkreis des Bundesverbands der Deutschen Industrie und an der Kunstakademie Düsseldorf.
Beck war zudem Sammler moderner Grafik und Literatur und unternahm auch Afrikaexpeditionen.
Er war früh begeistert von moderner Kunst, hatte jedoch nicht die Mittel, Gemälde oder Skulpturen zu erwerben. Daher konzentrierte er sich auf Multiples, Auflagenwerke und Druckgrafiken, und trug mit relativ geringem Kapitaleinsatz 2600 Werke zusammen mit vielen wichtigen Künstlern seiner Zeit. Es finden sich Werke von Andy Warhol über Timm Ulrichs bis Roy Lichtenstein.
Beck versuchte, die Bilder zuerst der Stadt Hilden zu schenken, in der er aufgewachsen war. Dort war man jedoch nicht bereit, das nötige Kapital für die Betreuung und Präsentation der Sammlung aufzubringen. So gelangten die Siebdrucke und Auflagenobjekte der Multiple Art der 1960er und 1970er Jahre ins Wilhelm-Hack-Museum Ludwigshafen.
Er war verheiratet mit Edda Beck-Leppin und hatte einen Sohn, Dirk Beck.